# Bernhard al II-lea, Duce de Saxa-Jena
Bernhard al II-lea, Duce de Saxa-Jena (n. 21 februarie 1638, Weimar, Saxa-Weimar – d. 3 mai 1678, Jena, Saxe-Jena⁠(d)) a fost duce de Saxa-Jena.
A fost al șaptelea copil însă al patrulea fiu care a supraviețuit al Ducelui Wilhelm de Saxa-Weimar și a soției acestuia, Eleonore Dorothea de Anhalt-Dessau.
Bernhard a urmat Universitatea din Jena din februarie 1654 până în noiembrie 1657. Ulterior, a fost implicat în afacerile politice atunci când tatăl său l-a trimis la Paris pentru a întări relațiile liniei ernestine cu regele Ludovic al XIV-lea, și sperănd într-o căsătorie. Totuși, regele francez l-a făcut să aștepte optsprezece luni pentru o audiență. Sejurul în Franța l-a dus în cele din urmă la căsătoria cu  Marie Charlotte de la Trémoille, fiica lui Henri de La Trémoille și a Mariei de La Tour d'Auvergne. Familia ei era rezidentă la curtea franceză, unde purtau rangul de princes étrangers. Nunta a avut loc la Paris la 10 iunie 1662. La scurt timp după aceea, cuplul s-a mutat la Jena, unde s-au născut cei cinci copii ai lor:
1. Wilhelm (n. 24 iulie 1664, Jena – d. 21 iunie 1666, Jena).
2. o fiică (7 aprilie 1666, Jena).
3. Bernhard (n. 9 noiembrie 1667, Jena – d. 26 aprilie 1668, Jena).
4. Charlotte Marie (n. 20 decembrie 1669, Jena – d. 6 ianuarie 1703, Gräfentonna), căsătorită la 2 noiembrie 1683 cu Wilhelm Ernst, Duce de Saxa-Weimar; ei au divorțat în 1690.
5. Johann Wilhelm, Duce de Saxa-Jena (n. 28 martie 1675, Jena – d. 4 noiembrie 1690, Jena).

În 1662 Bernhard și frații săi au împărțit moștenirea paternă iar el a primit Jena.
Mariajul lui Bernhard și a Mariei Charlotte a fost total nefericită și ducele a decis să se căsătorească cu una dintre doamnele de la curtea sa, Marie Elisabeth de Kospoth. El a promis solemn că va divorța de soția sa și se va căsători cu ea, iar ea a cedat avansurilor sale. Ei au avut o singură fiică:
1. Emilie Eleonore de Kospoth (n. 20 septembrie 1672, Schloss Dornburg – d. 3 mai 1709, Merseburg); căsătorită în 1692 cu Otto Wilhelm de Tümpling.

Între timp, eforturile lui Bernhard de a-și anula căsătoria au eșuat, deoarece nici un teolog sau jurist nu i-ar fi putut da motive pentru divorț; și se pare că el s-a împăcat cu soția lui, Marie Charlotte.
La 20 octombrie 1672 el a promis în scris amantei sale că nu o va uita niciodată și că va avea grijă și o va proteja ca și cum ar fi fost adevărata sa soție, oferindu-i titlul de "Lady de Alstädt" și un venit anual de 1000 de taleri. Apoi, în 1674, ei au fost căsătoriți de un fost preot iezuit, numit Andreas Wigand, convertit la luteranism în 1671. Astfel, Bernhard a devenit unul dintre puținele cazuri de bigamie printre prinți. Contractul de căsătorie stipula că urmașii sunt legitimi și nobili. Ea a primit ca Morgengabe o sumă de 20.000 de taleri și castelul Dornburg ca resedință a ei. În schimb a fost obligată să păstreze secretul căsătoriei până la moartea primei soții a ducelui; dacă ar fi spus cuiva, prin contract ducele ar fi fost lipsit de orice obligație.
La 8 noiembrie 1676 Marie Elisabeth a primit de la împărat rangul de contesă imperială (Reichgräfin), alături de fiica ei. Când Bernhard a murit, el a fost succedat de singurul său fiu care a supraviețuit, Johann Wilhelm, născut de prima soție după împăcarea din 1675.